# Jean-Léon Gérôme
Pour les articles homonymes, voir Gérôme.
Jean-Léon Gérôme, né à Vesoul le 11 mai 1824 et mort à Paris le 10 janvier 1904, est un peintre, sculpteur et graveur français.
Membre de l'Académie des beaux-arts, il compose des scènes orientalistes, mythologiques, historiques et religieuses. À partir de 1878, il réalise des sculptures, la plupart polychromes, représentant des scènes de genre, des personnages ou des allégories.
Promu grand officier de la Légion d'honneur, Gérôme est distingué lors des différentes expositions universelles auxquelles il participe et fait figure de peintre officiel à la fin du XIXe siècle. Il devient professeur à l’École des beaux-arts durant près de quarante années, et forme plus de 2 000 élèves.
Considéré comme l'un des artistes français les plus célèbres de son temps, Jean-Léon Gérôme est l'un des principaux représentants de la peinture académique du Second Empire. Il a été un éminent professeur aux  Beaux-Arts de Paris, formant de nombreuses générations d'élèves. Après avoir connu un succès et une notoriété considérables de son vivant, son hostilité violente vis-à-vis des avant-gardes, et principalement des impressionnistes, le fait tomber dans l'oubli après sa mort. Son œuvre est redécouverte à la fin du XXe siècle et connaît une postérité en devenant, entre autres, une source d'inspiration pour le cinéma.
Peintre prolifique, son œuvre est estimée à environ 600 tableaux, 60 sculptures et plusieurs centaines de dessins et d'études préparatoires. Sa ville natale lui dédie un musée qui abrite la plus importante collection de l'artiste au monde.

## Biographie

### Jeunesse à Vesoul

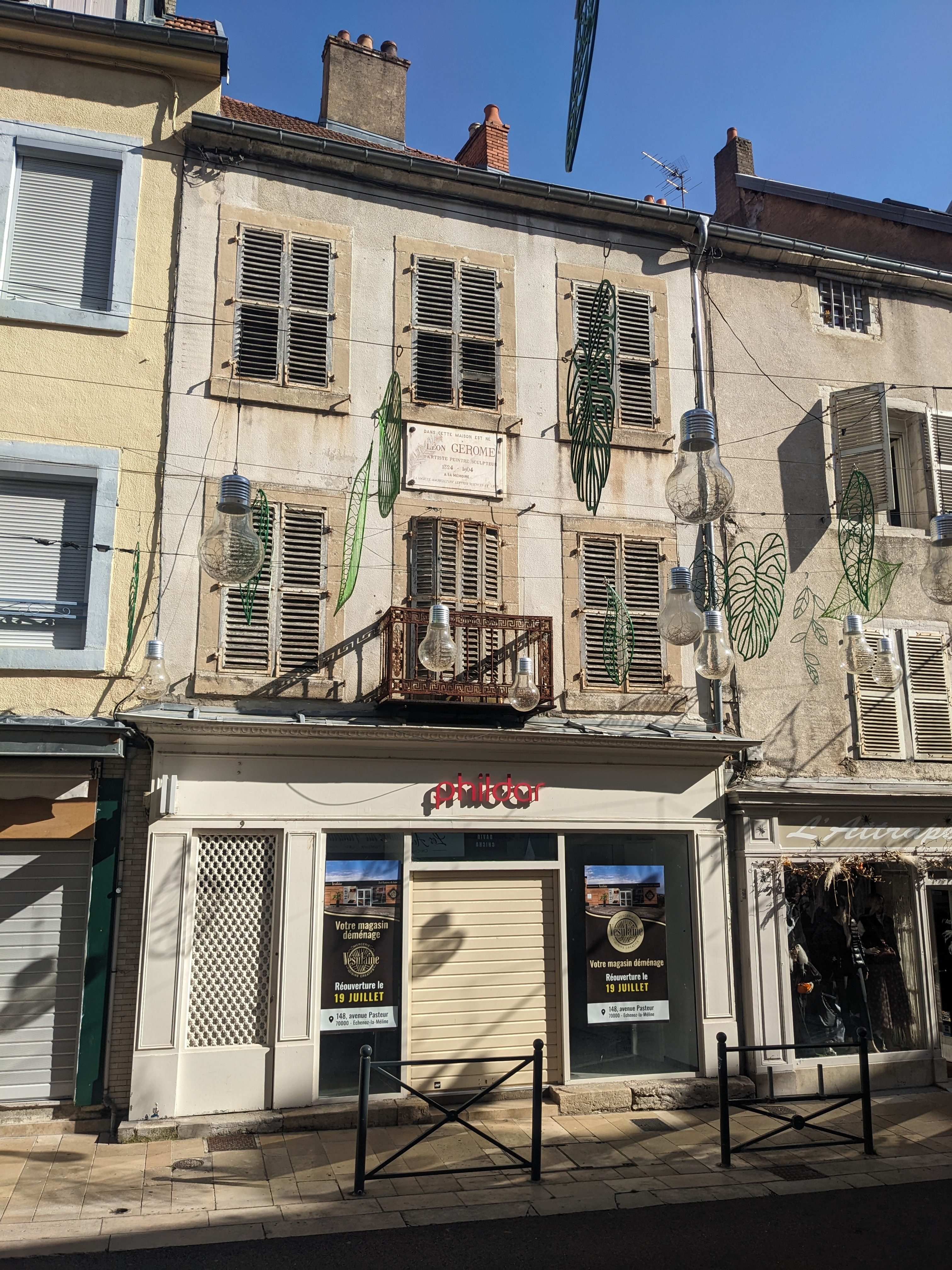
La maison natale de Jean-Léon Gérôme, rue d'Alsace-Lorraine dans le quartier historique de Vesoul.

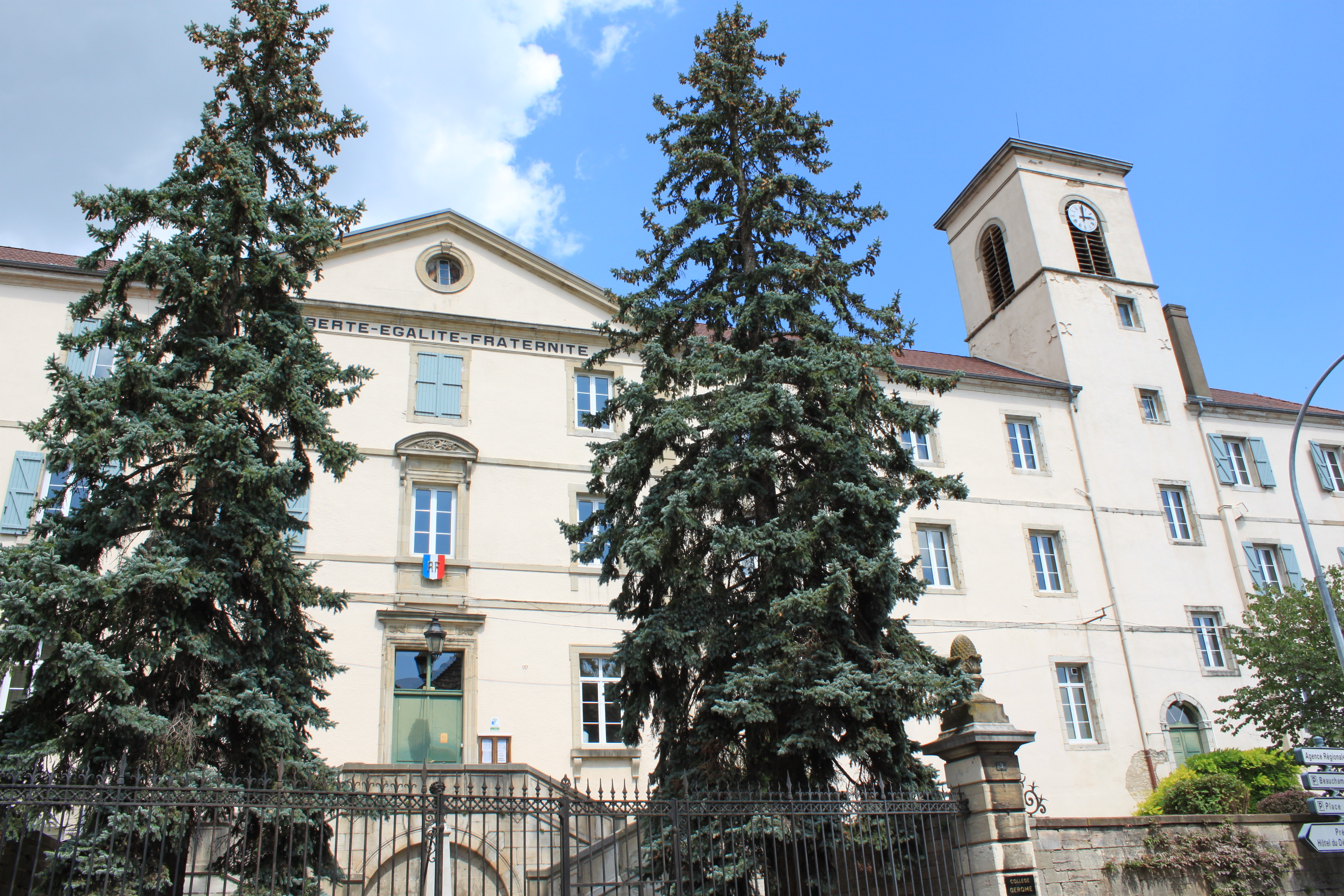
Gérôme fut scolarisé au lycée de Vesoul, qui, en hommage, porte son nom depuis 1907.

Jean-Léon Gérôme est né le 11 mai 1824 au no 9 de la rue du Centre (actuelle rue d'Alsace-Lorraine) à Vesoul, préfecture du département de la Haute-Saône. Son père, Pierre Gérôme, est orfèvre et sa mère, Mélanie Vuillemot, est la fille d’un négociant. Mariés le 1er mai 1823, ses parents sont tous deux âgés de 23 ans à sa naissance.
Dans les années 1830, il étudie au lycée de Vesoul (établissement scolaire qui prend son nom en 1907), où il montre des talents naturels pour le dessin. Il obtient le baccalauréat en 1840, puis va poursuivre ses études à Paris en 1841. Par la suite, il devient l’élève du peintre Paul Delaroche et suit des cours aux Beaux-Arts. En 1842, il expose à Vesoul ses premiers tableaux : Esquisse de bataille, Chiens savants, Moines au lutrin,.

### Installation à Paris

#### Début de carrière et premiers succès
Il part en Italie au cours des années 1840 avec son maître Paul Delaroche. À son retour d'Italie, Gérôme se fait connaître au Salon de 1847 par son Jeunes Grecs faisant se battre des coqs (1846, musée d'Orsay, Paris), toile qui déjà illustre son souci du détail authentique et pour laquelle il reçoit la médaille d'or. Il devient alors chef de file d'un nouveau courant, le mouvement néo-grec, qui compte également parmi ses membres les peintres Jean-Louis Hamon et Henri-Pierre Picou. Puis il change de genre et expose La Vierge, L'Enfant Jésus et saint Jean, et comme pendants, Anacréon, Bacchus et l'Amour. Gérôme obtient en 1848 une deuxième médaille. Cette même année, il peint La République dans le cadre du concours organisé pour trouver la figure peinte de la nouvelle république. Il réalise ensuite : Bacchus et l'Amour ivres, Intérieur grec et Souvenir d'Italie (1851), Vue de Paestum (1852), Idylle (1853).
Gérôme effectue des excursions dans l'Empire ottoman, sur les bords du Danube en 1854 et en Égypte en 1857, tout en remplissant ses carnets de nombreux dessins. En 1855, il envoie à l'Exposition universelle Pifferaro, Gardeur de troupeaux, Concert russe et une grande toile représentant Le Siècle d'Auguste et la naissance de Jésus-Christ, acquise par le ministère d'État. Sa réputation augmente considérablement au Salon de 1857, où il expose sept tableaux d'un genre plus populaire, entre autres Suites d'un bal masqué.
En 1859, il envoie au Salon une Mort de César et deux petites compositions, pleines de détails érudits, l'une retraçant un détail de gladiateurs et intitulée Ave Cæsar, l'autre représentant Le Roi Candaule. L'année suivante, il expose La mort de César au Salon de Bruxelles de 1860. À l'issue de cette exposition, il est élevé au rang de chevalier de l'ordre de Léopold. En 1861, il fait paraître Phryné devant l'aréopage, Socrate venant chercher Alcibiade chez Aspasie, Les Deux Augures.

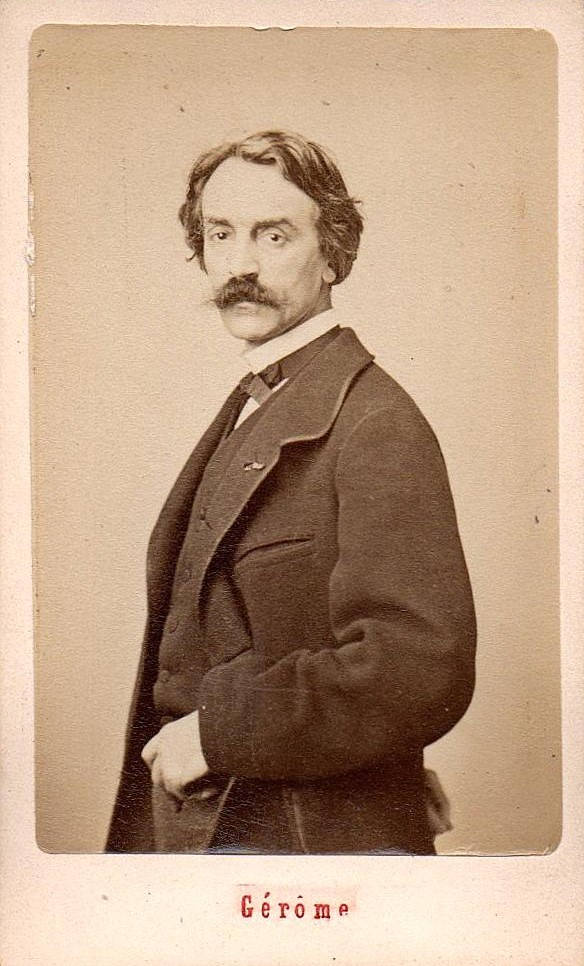
Gérôme en 1860.

Au même Salon, il envoie une scène orientale, Le Hache-paille égyptien, et Rembrandt faisant mordre une planche à l'eau-forte. Ses meilleures œuvres lui ont été inspirées par le courant orientaliste, sur la base de sujets égyptiens ou ottomans : Le Prisonnier et le Boucher turc (1861), La Prière, La Porte de la mosquée El-Hasanein au Caire (1866), Le Charmeur de serpent (1879), Le Marché d'esclaves, Le Marché ambulant au Caire et Promenade du harem.
Dès 1862, ses toiles connaissent une large diffusion, notamment due au fait qu'il collabore avec Adolphe Goupil, un éditeur et marchand d'art renommé.
Le 17 janvier 1863, il épouse Marie Goupil, fille d'Adolphe Goupil. Ensemble, ils ont quatre filles : Jeanne (1863-1914), épouse du marchand d'art Étienne Boussod, Suzanne-Mélanie (1867-1941), épouse du peintre Aimé Morot, Blanche-Valentine (1878-1918), Juliette-Madeleine (1875-1907), épouse de l'éditeur Pierre Masson, et un fils, Jean-Armand Gérôme (1864-1891).

#### Consécration artistique
En 1864, il devient professeur de peinture à l'École des beaux-arts de Paris. Il y enseigne avec Alexandre Cabanel et Isidore Pils. Le dessin constitue la base de son enseignement.
Il est élu à l'Académie des beaux-arts le 2 décembre 1865.
Il peint souvent des scènes historiques telles que Louis XIV et Molière (1863), La Réception des ambassadeurs du Siam à Fontainebleau (1865), L'Exécution du maréchal Ney (1868), L'Éminence grise (1873), Réception du Grand Condé à Versailles (1878), scènes qui privilégient la théâtralisation de l'anecdote et le goût du détail par rapport aux tableaux d'histoire traditionnels.

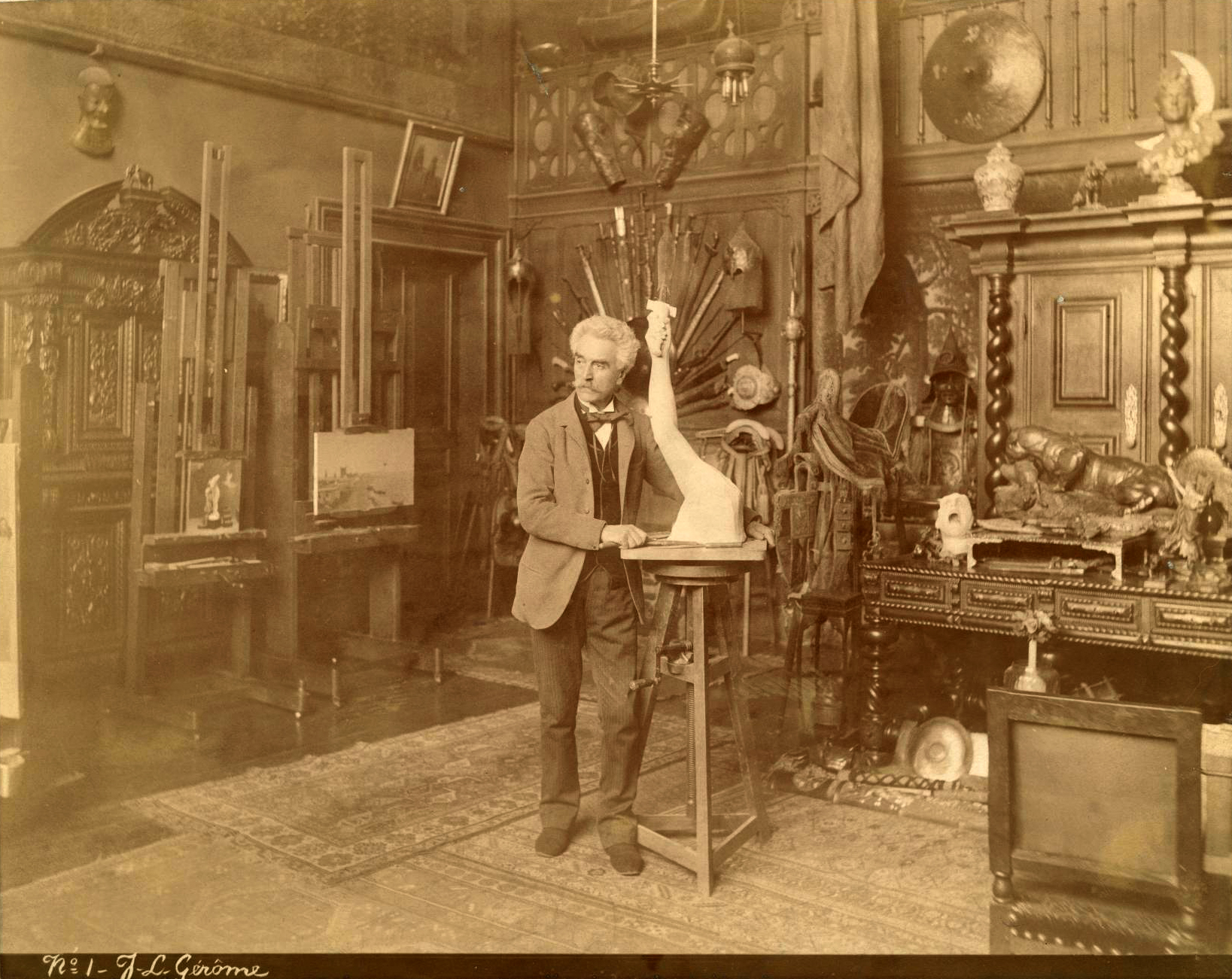
Jean-Léon Gérôme dans son atelier vers 1885-1890.

Gérôme arrive tardivement à la sculpture. Il commence sa carrière officielle de sculpteur à l'Exposition universelle de 1878 avec son groupe Les Gladiateurs, inspiré du groupe central de son tableau Pollice verso (1872), premier exemple des allers-retours permanents entre son œuvre peint et sculpté. Suivent ses groupes Anacréon, Bacchus et l'Amour, et ses statues d'Omphale (1887) et de Bellone (1892) (cette sculpture polychrome en ivoire, métal et pierres précieuses, est exposée à l'Académie Royale de Londres et attira beaucoup l'attention), Tanagra. La polychromie est une caractéristique technique de ses sculptures. Gérôme parvient à ses fins soit en variant les matériaux comme dans son Bellone, soit en peignant directement la pierre à l'aide d'une cire teintée (Sarah Bernhardt, 1894-1901). Il entreprend aussi une série de sculptures de conquérants, travaillées dans l'or, l'argent et les gemmes : Bonaparte entrant au Caire (1897), Tamerlan (1898) et Frédéric le Grand (1899). C'est également à Gérôme que l'on doit le Monument au duc d'Aumale (1899) qui se trouve devant les grandes écuries à Chantilly. Il est l'auteur de L'Aigle blessé, monument érigé à Waterloo, à l'emplacement du dernier carré, deux ans après sa mort.

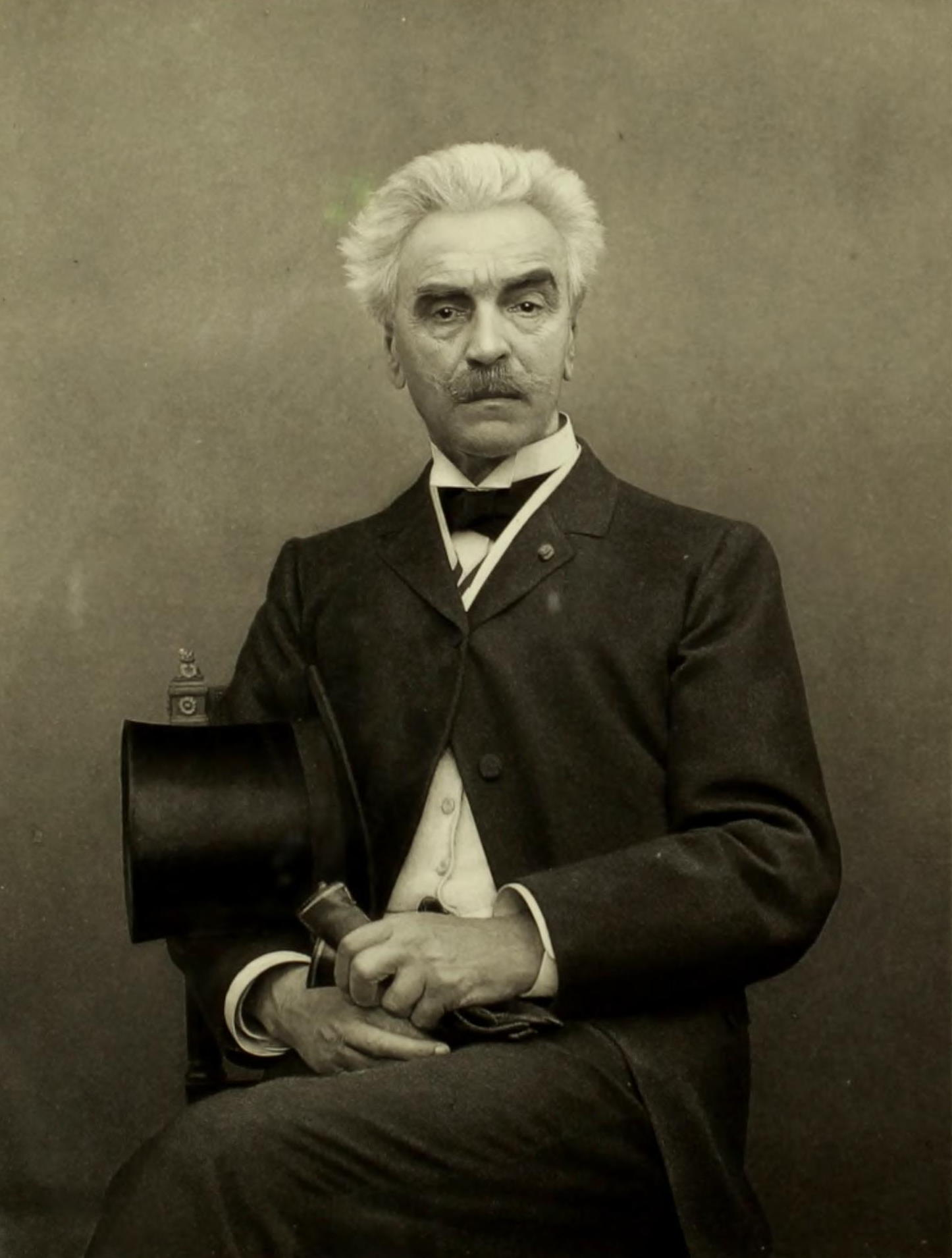
Gérôme en 1892.

En 1888, il est membre du jury, dans la section « Dessins », de la troisième Exposition internationale de blanc et noir, en compagnie de Louis Français, Henri Pille, et Auguste Allongé.
Gérôme s'est souvent représenté dans ses propres tableaux en train de sculpter (Le Travail du marbre, 1895, Autoportrait peignant la Joueuse de boule, 1901-1902). Il existe également un certain nombre de photographies où il se met en scène devant ses propres œuvres.

#### Oubli progressif et décès

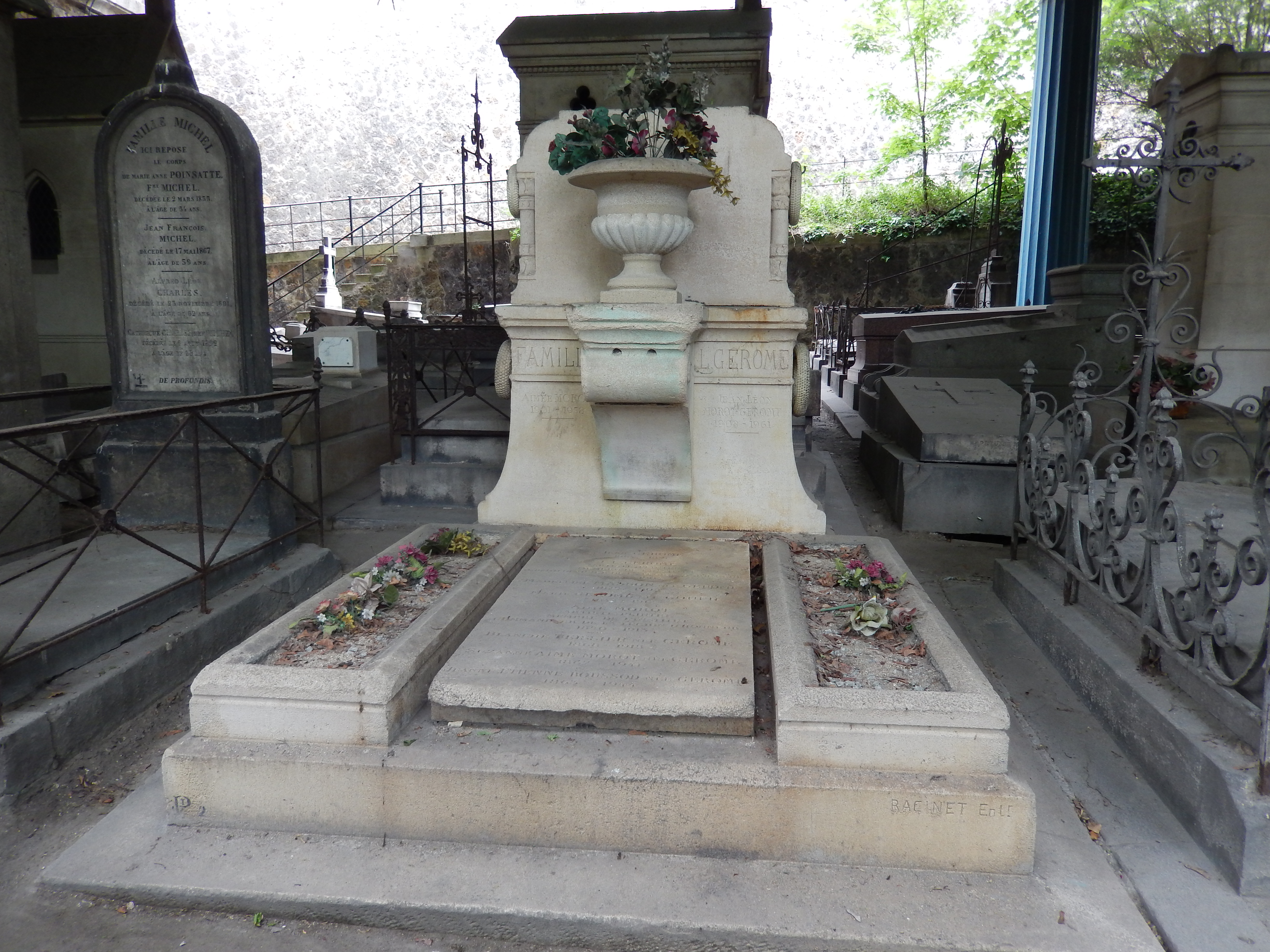
Tombe de Jean-Léon Gérôme, Paris, cimetière de Montmartre (division 18).

Jean-Léon Gérôme connaît un large succès de son vivant, si bien qu'il a son buste dans la cour de l'Institut de France. Pourtant, à la fin de sa vie, sa farouche hostilité envers les impressionnistes, qu'il considérait comme « le déshonneur de l'art français », contribue au déclin de sa popularité, notamment en France, connaissant en cela le sort réservé par les tenants du modernisme aux artistes représentatifs de l'académisme.
Gérôme meurt le 10 janvier 1904 dans son atelier et domicile, au 65 boulevard de Clichy dans le 9e arrondissement de Paris et est inhumé au cimetière de Montmartre (18e division).
Il est le beau-père du peintre Aimé Morot (1850-1913).

## Œuvres en collection publique
Parmi les œuvres les plus connues de Gérôme, nous retrouvons notamment Bonaparte devant le Sphinx, Cave canem, prisonnier de guerre à Rome, La Prière à la mosquée, Marchand de tapis au Caire...

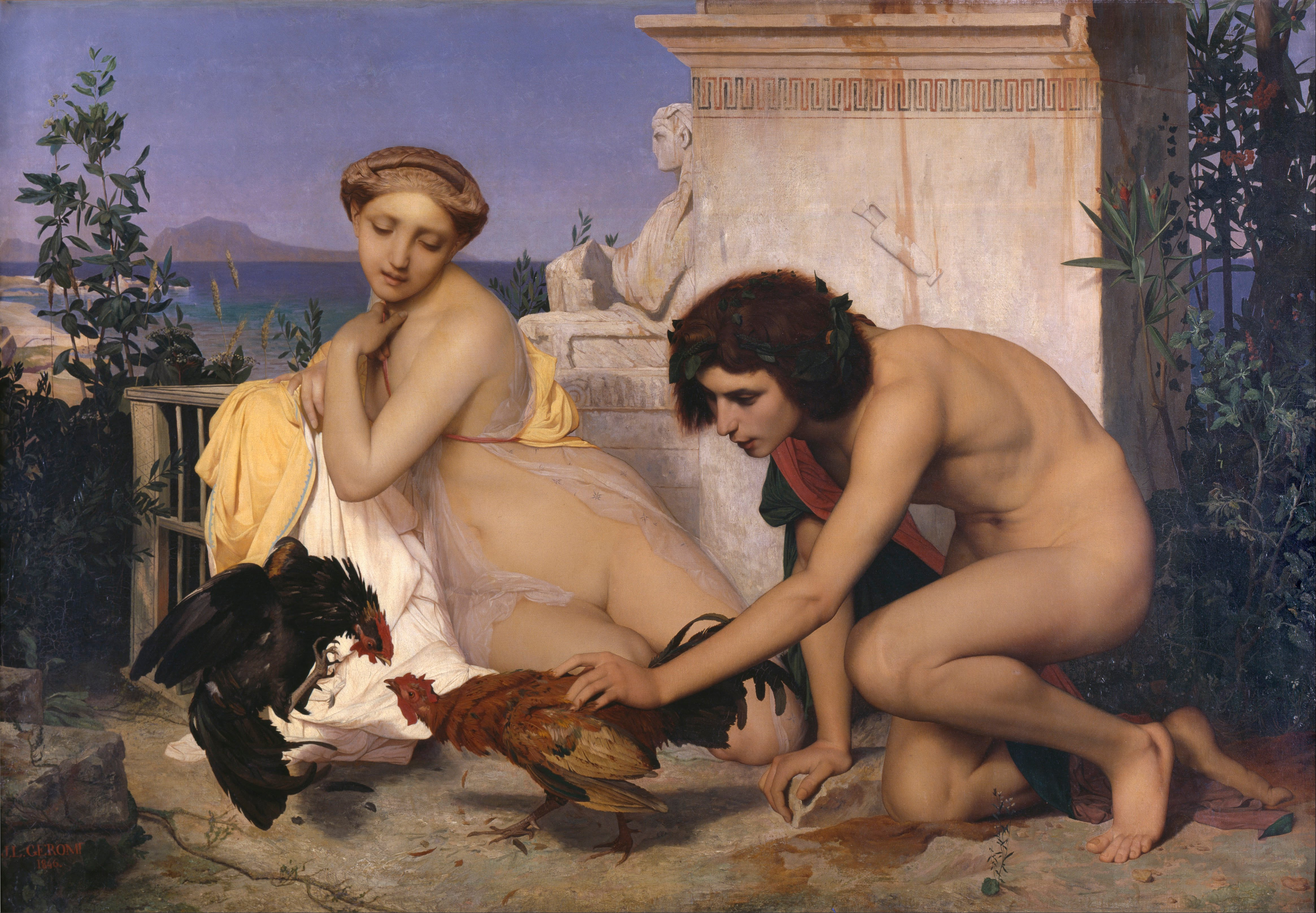
Jeunes Grecs faisant se battre des coqs (1846), Paris, musée d'Orsay.
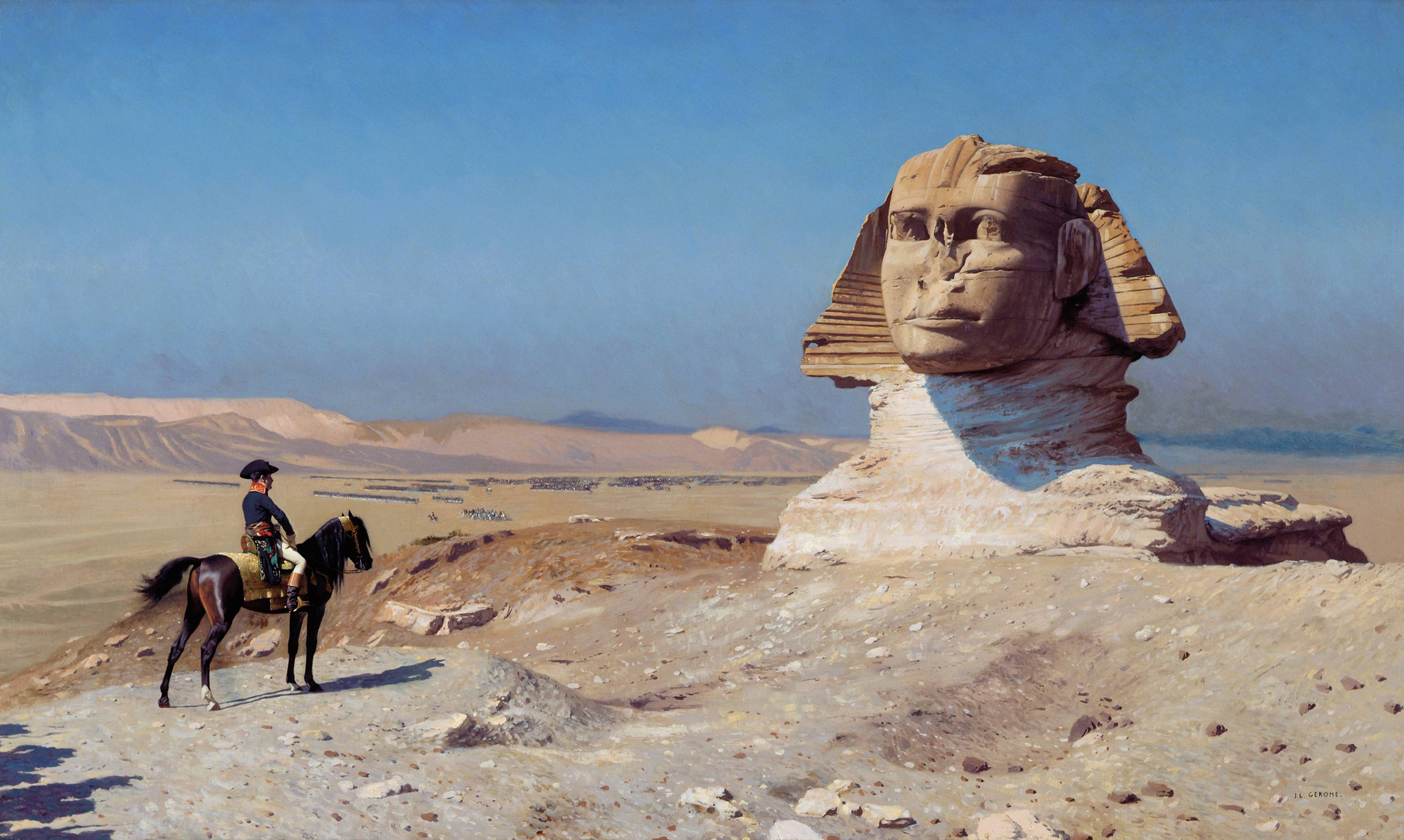
Bonaparte devant le Sphinx (1867-1868), San Simeon, Hearst Castle.
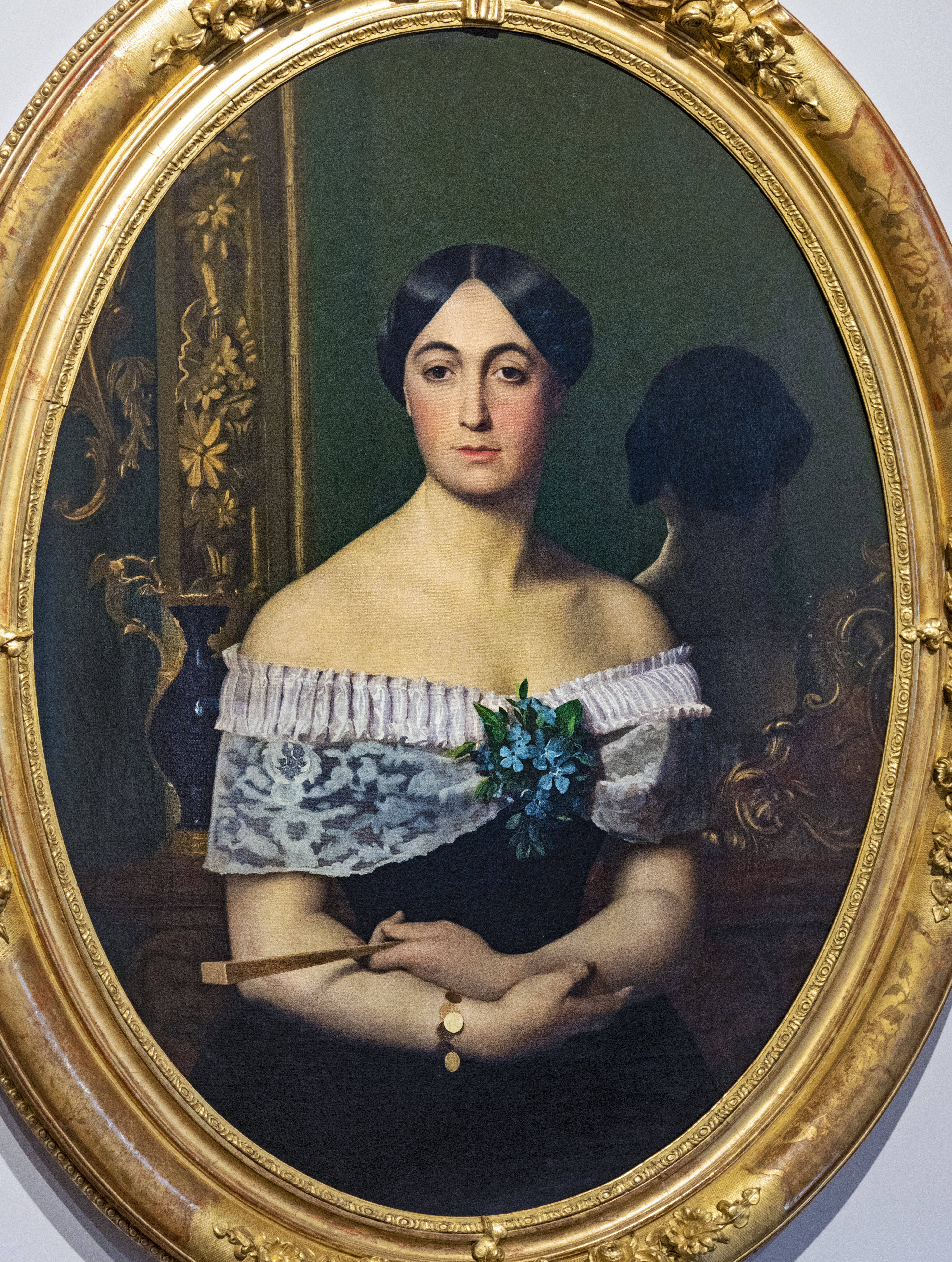
Portrait de femme, (1846), Montauban, musée Ingres-Bourdelle.
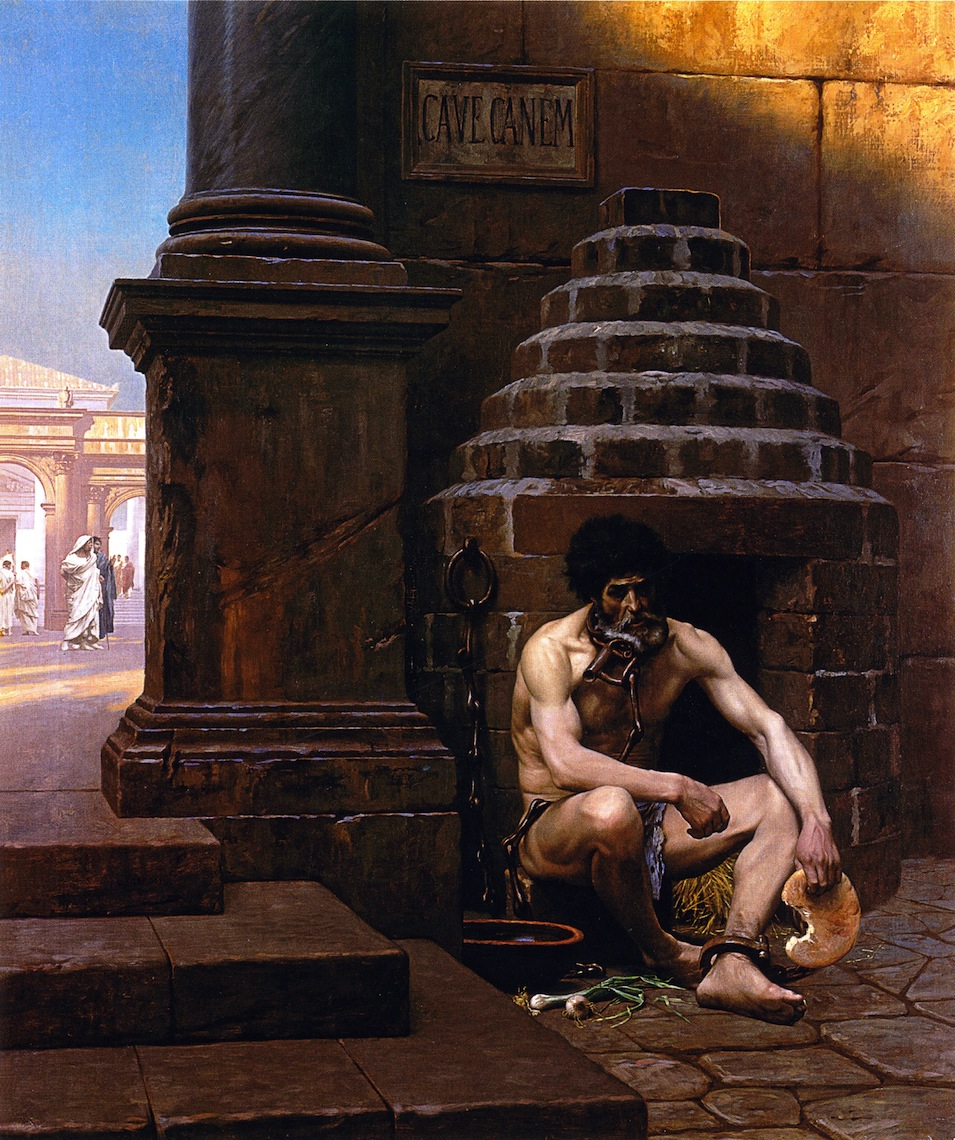
Cave canem, prisonnier de guerre à Rome (1881), Vesoul, musée Jean-Léon Gérôme.
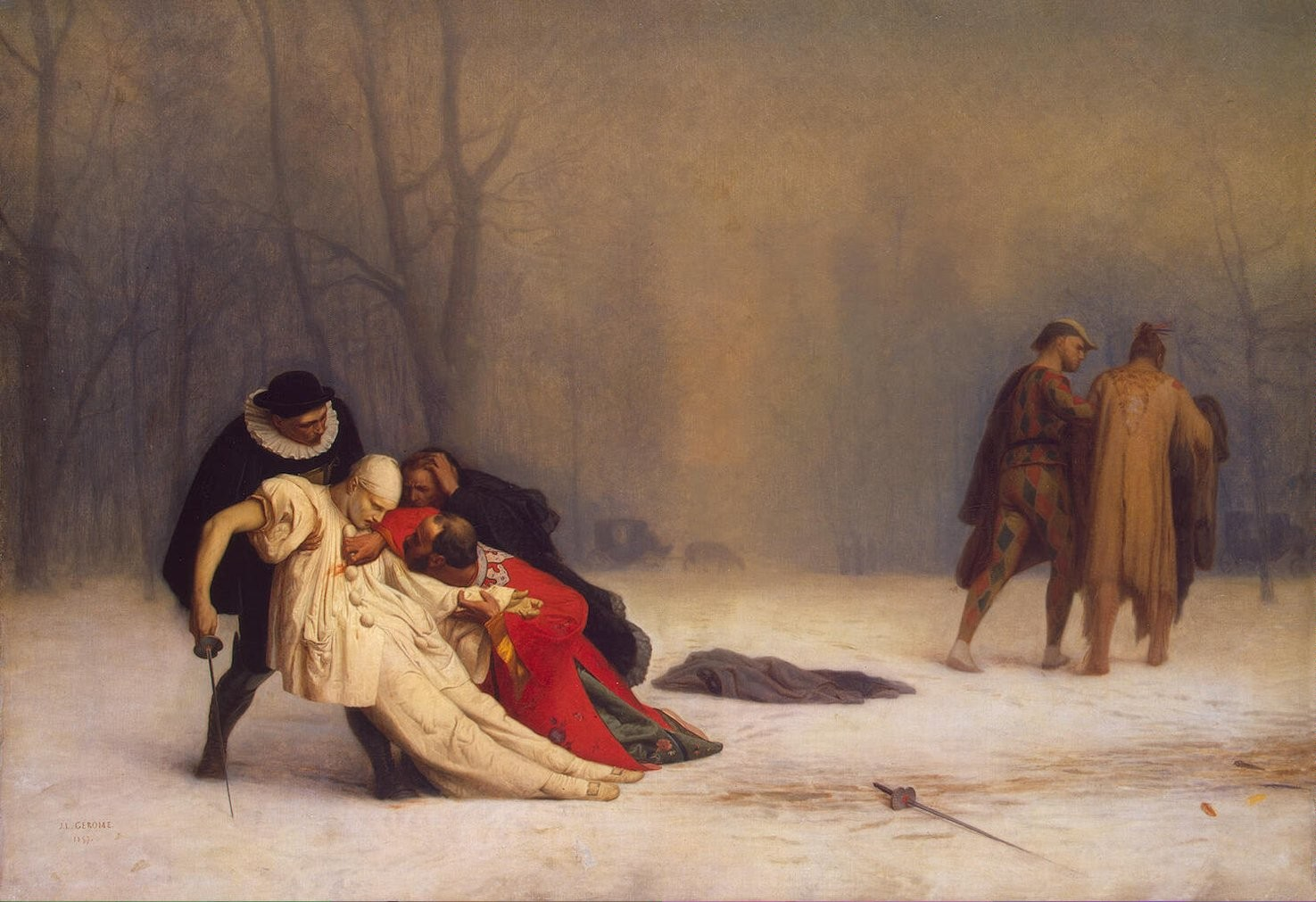
Suites d'un bal masqué (1857), Chantilly, musée Condé.

## Postérité

### Redécouverte de son œuvre
Oublié de la fin de sa vie jusqu'au milieu du XXe siècle au profit de l'art moderne, Gérôme voit son œuvre être redécouverte à la fin du XXe siècle.
De nombreux musées conservent ses œuvres aux États-Unis, car des collectionneurs américains l'achetèrent de son vivant. Son influence a été déterminante dans l'esthétique des peplums du cinéma italien du début du XXe siècle et des superproductions hollywoodiennes des XXe et XXIe siècles.

### Rétrospectives et hommages

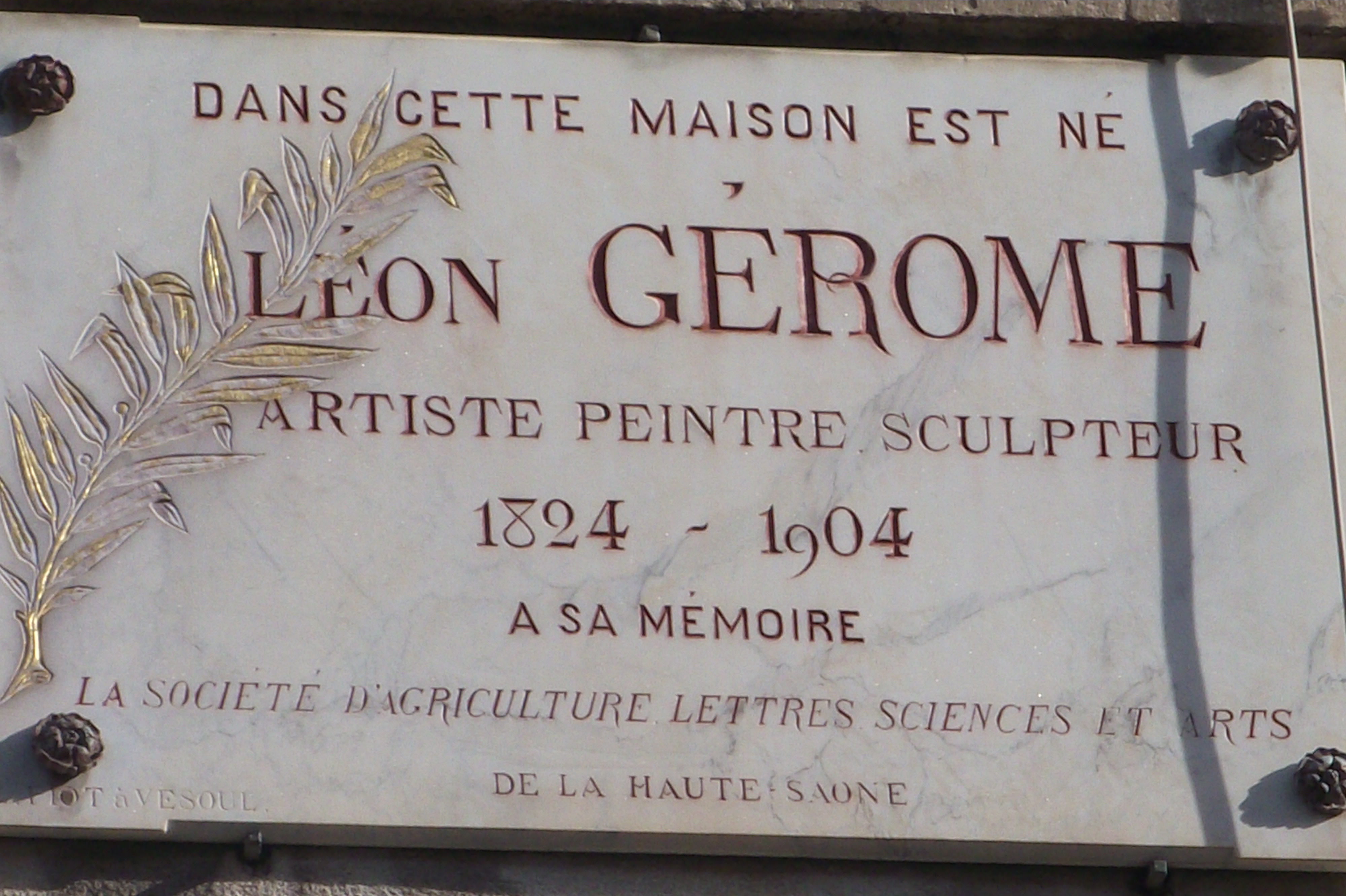
Plaque commémorative sur sa maison natale à Vesoul.

L'œuvre de Gérôme a fait l'objet de multiples expositions à titre posthume. Un universitaire américain, Gerald Ackermann, a établi le catalogue de ses œuvres et organisé la première exposition à lui être consacrée, en 1981, à Vesoul, sa ville natale. En conséquence, un grand nombre de ses œuvres sont visibles au musée Jean-Léon Gérôme de Vesoul, et la municipalité donna son nom à un de ses collèges. En 2000, Hélène Lafont-Couturier a organisé une exposition ayant pour thème Jean-Léon Gérôme et son marchand de tableaux, Adolphe Goupil, à Bordeaux, New York et Pittsburgh. Une importante rétrospective lui a été consacrée à Paris au musée d'Orsay en 2010. Une exposition lui a été consacrée au musée Anne-de-Beaujeu de Moulins en 2012, autour du tableau La Vérité sortant du puits, armée de son martinet, pour châtier l'humanité, qui est conservé dans ce musée.
Le 1er août 1906, une plaque commémorative est apposée en son hommage sur sa maison natale à Vesoul par la Société d'agriculture, lettres, sciences et arts de la Haute-Saône.
Le peintre américain Jean Leon Gerome Ferris, dont le père était admirateur du travail de Gérôme, porte le nom du peintre français.

### Au cinéma et à la télévision
- En 1902, Pathé a sorti un film du même nom qu'un des tableaux de Jean-Léon Gérôme (Un duel après le bal), qui se présente comme une reconstitution des actions qui se déroulent avant et après la scène du tableau[1].
- Il est fait référence à l'artiste dans la série télévisée Arrow (saison 7, épisode 5) ainsi qu'à son œuvre Dante (Il a vu l'Enfer), 1864.
- Dans le manga Tough n°37 de Tetsuya Saruwatari, son œuvre Pollice verso y est représentée.

## Citations
- « Je crois que je mérite d’être un peu tranquille, j’ai eu quarante-cinq visites et sur quarante-cinq, il y en a eu quarante-deux qui ont parlé du tableau de Gérôme ! » (Marcel Proust, À l'ombre des jeunes filles en fleurs, 1919, p. 78)
- « Gérôme peint pour être reproduit[26]. » (Émile Zola)

## Élèves
Élève de Paul Delaroche, Claude-Basile Cariage et de Charles Gleyre, Gérôme a eu à son tour de nombreux élèves, parmi lesquels :
- Edwin Austin Abbey[27]
- William Ablett (1897-1900)
- Albert Jean Adolphe[27]
- Louis-Noël Ageron[27]
- Joseph Apoux
- Emmanuel Aubain[27]
- Gustave Henri Aubain[27]
- Jean Aubery[27]
- Albert Aublet
- Émile Aubry[27]
- Alexis Axilette[27]
- Franck Antoine Bail[27]
- Joseph Bail
- Léon Bakst
- Jacques Barcat[28],[29]
- Louis Barillet
- Charles Bargue[27]
- Paul Joseph Barian[27]
- Gustave Barrier[27]
- Claude Barriot[27]
- Myron G. Barlow
- Albert Bartholomé[27]
- Gustave de Beaumont[27]
- Armand Beauvais
- Julia Beck
- Henri Bernard[27]
- Jean-Jacques Berne-Bellecour[27]
- Léopold Henri Bernstamm[27]
- Gummar Fredrik Berndtson[27]
- Alfred Henri Berthoud[27]
- Georges Ferdinand Bigot
- Célestin-Joseph Blanc[27]
- Alexandre Bloch
- Frank Myers Boggs
- Giovanni Boldini[27]
- Pierre Bonnard[27]
- Lucien Boulier[27]
- Gustave Bourgain[27]
- Louis Bourgeois-Borgex[27]
- Malvina Brach
- Henry Brémond
- Frederick Arthur Bridgman (1847-1928), en 1867
- Alexandre Brunet (1863-1927)
- Dennis Miller Bunker
- Raoul Carré
- Mary Cassatt
- Eugène-Jean Chapleau, inscrit en 1902[30]
- Marie Léon Martial Chevreuil[31]
- Gustave Corlin
- Léon Coutil
- Kenyon Cox
- Kenneth R. Cranford
- Charles Crès
- Pascal Dagnan-Bouveret[27]
- Maxime Dastugue
- Paul-Louis Delance
- Hermann Delpech (1864-1945)
- Félix Desgranges
- Eugène François Deshayes
- Gabriel Desrivières (né en 1857)
- Alexis Douillard (1835-1905)[32]
- Gustave Dussart
- Paul-Maurice Duthoit
- Thomas Eakins
- Wyatt Eaton
- Albert Edelfelt (1874-1877)
- Albert-Jules Édouard
- Hans Emmenegger
- Henry d'Estienne
- Maxime Faivre
- Joseph Faverot
- Julius Feld
- Jules Flour
- Julie Delance-Feurgard
- Jean-Louis Forain[27]
- Alfred-Victor Fournier
- Jules-Arsène Garnier
- Saint-Elme Gautier
- Jacques Gay
- Albert Dakin Gihon (1876-1950)
- Louis-Auguste Girardot
- Roger Godchaux (1878-1958)
- Jean-Richard Goubie
- Georges Griveau
- Gaston Édouard Guédy (1874-1955)
- Ferdinand Gueldry
- Osman Hamdi Bey
- Thomas Alexander Harrison
- Paul César Helleu[27]
- Henri Jamet (1858-1940)
- Alexej von Jawlensky (de 1864 à 1865)
- Charles-Louis Kratké (1848-1921), graveur
- David Junès[33](1874-1938)
- Lucien Lantier
- François-Raoul Larche (1860-1912), 2e prix de Rome en 1886.
- Jean-Louis Lefort (1875-1954)
- Paul Emmanuel Legrand[27]
- Gustave Lorain
- Alfred Marie Le Petit[34]
- Adolphe Alexandre Lesrel
- Julius LeBlanc Stewart
- Jean-Jules-Antoine Lecomte du Nouy
- William de Leftwich Dodge
- Frédéric Louis Levé (1877-1968)
- Donald Shaw Mac Laughlan, en 1898.
- Paul-Émile Mangeant
- Paul-Eugène Mesplès, durant les années 1870.
- Albin Meyssat
- Lucien Mignon
- Charles Moreau-Vauthier
- Arnould Moreaux (1875-1960)
- Henry Moret, inscrit en 1876
- Henri-Paul Motte
- Siddons Mowbray
- Jules Alexis Muenier[27]
- Émile Nickels
- Lawton Parker
- Édouard Paupion
- Fernand Pelez de Cordova
- Georges Picard
- William Picknell
- Auguste-Émile Pinchart
- Théophile Poilpot
- Gamba de Preydour
- René Prinet[27]
- Paul Quinsac
- Jean-François Raffaëlli
- Alexandre Rapin
- Henri Rapin (1839-1889)
- Maurice Réalier-Dumas
- Odilon Redon
- Jacques Joseph Reymann
- Horace Richebé
- François-Maurice Roganeau
- Alfred Roll[27]
- Henri Rondel (1857-1919)
- Jean Roque
- Victor Roux-Champion[27]
- José Roy
- Georges Sauvage
- Armand Sigwalt
- Gaston Simoes de Fonseca
- Paul Steck (1866-1924)
- Carl Ernst von Stetten
- Louis-Adolphe Tessier
- Abbott Thayer
- Antoine Auguste Thivet (1856-1927)
- Eugène Trigoulet
- Théagène Evariste Vardon
- Vassili Verechtchaguine
- Douglas Volk (en)
- Édouard Vuillard, en 1887
- Julian Alden Weir
- Robert Wettstein
- Prosper Henri Wirth
- Yamamoto Hōsui
- Eugène Zak[27]
- Édouard François Zier[27]

#### Bases de données et dictionnaires
- Ressources relatives aux beaux-arts :   - Académie des beaux-arts
  - AGORHA
  - Art Institute of Chicago
  - Art UK
  - Artists of the World Online
  - Bénézit
  - Bridgeman Art Library
  - British Museum
  - Galerie nationale de Finlande
  - Grove Art Online
  - J. Paul Getty Museum
  - Mapping Sculpture
  - Musée d'art Nelson-Atkins
  - Musée d'Orsay
  - Musée des beaux-arts du Canada
  - Musée du Prado
  - Musée national du Victoria
  - Musée Städel
  - Museum of Modern Art
  - National Gallery of Art
  - National Portrait Gallery
  - Nationalmuseum
  - RKDartists
  - Royal Academy of Arts
  - Smithsonian American Art Museum
  - Union List of Artist Names
- Ressources relatives à la recherche :   - Académie royale de Belgique
  - La France savante
- Ressource relative à la littérature :   - Internet Speculative Fiction Database
- Ressource relative à la vie publique :   - base Léonore
- Ressource relative à la musique :   - Discogs
- Notices dans des dictionnaires ou encyclopédies généralistes :   - Britannica
  - Brockhaus
  - Den Store Danske Encyklopædi
  - Deutsche Biographie
  - Gran Enciclopèdia Catalana
  - Hrvatska Enciklopedija
  - Internetowa encyklopedia PWN
  - Proleksis enciklopedija
  - Store norske leksikon
  - Treccani
  - Universalis
  - Visuotinė lietuvių enciklopedija
- Notices d'autorité :   - VIAF
  - ISNI
  - BnF (données)
  - IdRef
  - LCCN
  - GND
  - Italie
  - CiNii
  - Espagne
  - Pays-Bas
  - Pologne
  - Israël
  - NUKAT
  - Australie
  - Norvège
  - Tchéquie
  - Portugal
  - Lettonie
  - WorldCat